# Cambarus zophonastes
Cambarus zophonastes е вид ракообразно от семейство Cambaridae. Видът е критично застрашен от изчезване.

## Разпространение и местообитание
Разпространен е в САЩ (Арканзас).
Обитава скалистите дъна на сладководни басейни и потоци.